# Cenade
Cenade (deutsch Scholten, ungarisch Szászcsanád oder Csanád) ist eine rumänische Gemeinde im Kreis Alba in der Region Siebenbürgen.

## Geographische Lage

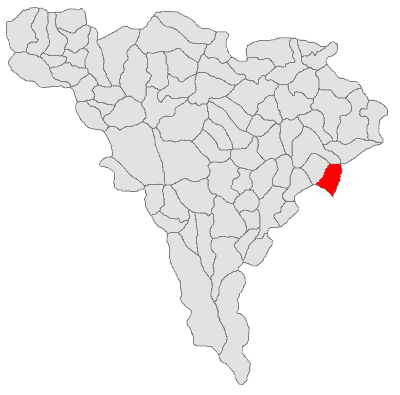
Lage der Gemeinde Cenade im Kreis Alba

Cenade liegt im Osten des Kreises Alba und des Zekesch-Hochlandes (Podișul Secașelor) im Südwesten des Siebenbürgischen Beckens, in einem südlichen Seitental der ca. 5 Kilometer entfernten Târnava Mare (Große Kokel). Die Kreishauptstadt Alba Iulia befindet sich ca. 35 Kilometer westlich (Luftlinie).

## Geschichte
Die Ortschaft Cenade (veraltet Cinade) wurde 1311 erstmals urkundlich erwähnt und war ein Dorf der Siebenbürger Sachsen. Es lag allerdings nicht auf Königsboden, sondern auf Komitatsboden, wurde also von Hörigen bewohnt. Zunächst gehörte Scholten der Zisterzienserabtei Egresch im heutigen Banat. Im 15. Jahrhundert kam es nach Auflösung des Klosters zum Bistum Csanád, 1552 an den Domherren in Weißenburg. Mitte des 17. Jahrhunderts gelangte der Ort in adligen Besitz und verblieb es bis zur Revolution 1848. Scholten hatte damals die drittgrößte Ackerfläche im Siebenbürger Land nach Ocna Sibiului (Salzburg) und Slimnic (Stolzenburg).
Seit dem Zweiten Weltkrieg, besonders nach der Revolution 1989, kam es zur Auswanderung fast aller Siebenbürger Sachsen. Die Bevölkerung lebt vorwiegend von der Landwirtschaft und Viehzucht.

## Bevölkerung
Die Bevölkerung entwickelte sich wie folgt:
| 1850 | 1.423 | 743   | 39 | 463 | 178            |
| 1941 | 2.400 | 1.441 | 46 | 756 | 157            |
| 1977 | 1.534 | 1.191 | 10 | 333 | -              |
| 2002 | 1.015 | 889   | 8  | 59  | 59             |
| 2011 | 943   | 784   | 4  | 29  | 126 (Roma 104) |
| 2021 | 1.031 | 814   | 5  | 28  | 184 (Roma 133) |

Bereits bei der Volkszählung 1850 stellten die Rumänen die Mehrheit der Bevölkerung. Seit dem Zweiten Weltkrieg nahm die Einwohnerzahl stark ab, was vor allem auf die Auswanderung der Siebenbürger Sachsen, aber auch auf den Wegzug von Rumänen zurückzuführen ist.
Die deutsche Bevölkerung lebte fast ausschließlich in Cenade selbst, nicht dagegen in den heute eingemeindeten Ortschaften.
In den eingemeindeten Dörfern Capu Dealului und Gorgan wurde eine Volkszählung erst ab 1956 gesondert aufgezeichnet. 1966 wohnten in Capu Dealului noch 96 (davon 15 Deutsche), in Gorgan 50 Personen. Im Jahre 2002 wurden hier nur noch 3 bzw. 7 Bewohner (ausschließlich Rumänen) registriert.

## Sehenswürdigkeiten
- Evangelische Saalkirche, 1407 fertiggestellt, nach 1500 erweitert. Eine alte Orgel wurde 1917 durch die aktuelle von Otto Rieger ersetzt,[6] steht unter Denkmalschutz.[7]

## Geboren in Cenade
- Ion Agârbiceanu (1882–1963), rumänischer Schriftsteller[8]
- M. M. Binder-Scholten (1933–2019), siebenbürgisch-sächsischer Schriftsteller

## Städtepartnerschaften
- Mornant im Kanton Mornant, Frankreich seit 1990